# Thyrsitops lepidopoides
Thyrsitops lepidopoides és una espècie de peix pertanyent a la família dels gempílids i l'única del gènere Thyrsitops.

## Descripció
- Pot arribar a fer 40 cm de llargària màxima (normalment, en fa 25).
- Cos de color blau fosc amb tonalitats metàl·liques.
- 17-18 espines i 13-15 radis tous a l'aleta dorsal i 1 espina i 15-17 radis tous a l'anal.
- 33 vèrtebres.
- Té una única línia lateral.[3][4]

## Alimentació
Menja peixos i eufausiacis.

## Hàbitat
És un peix marí, bentopelàgic i de clima subtropical que viu entre 30 i 350 m de fondària al talús continental i entre les latituds 15°S-43°S i 77°W-40°W.

## Distribució geogràfica
Es troba a l'Atlàntic sud-occidental (Rio de Janeiro -el sud del Brasil-, l'Uruguai i l'Argentina) i el Pacífic sud-oriental (Xile).

## Observacions
És inofensiu per als humans i bo per a preparar-lo fumat o com a fish and chips.